# Gänseschnabel

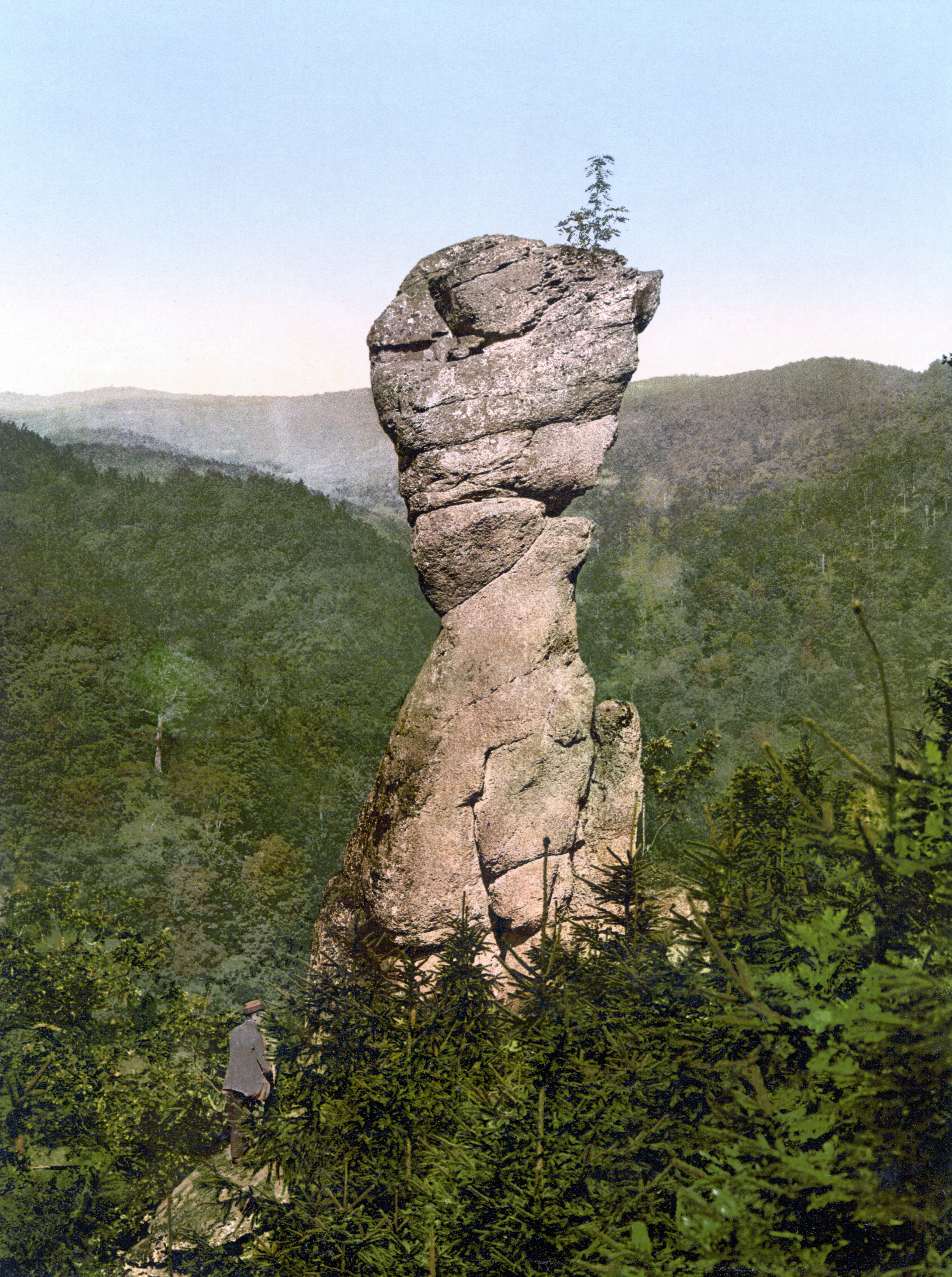
Gänseschnabel (Porphyrfels), um 1900

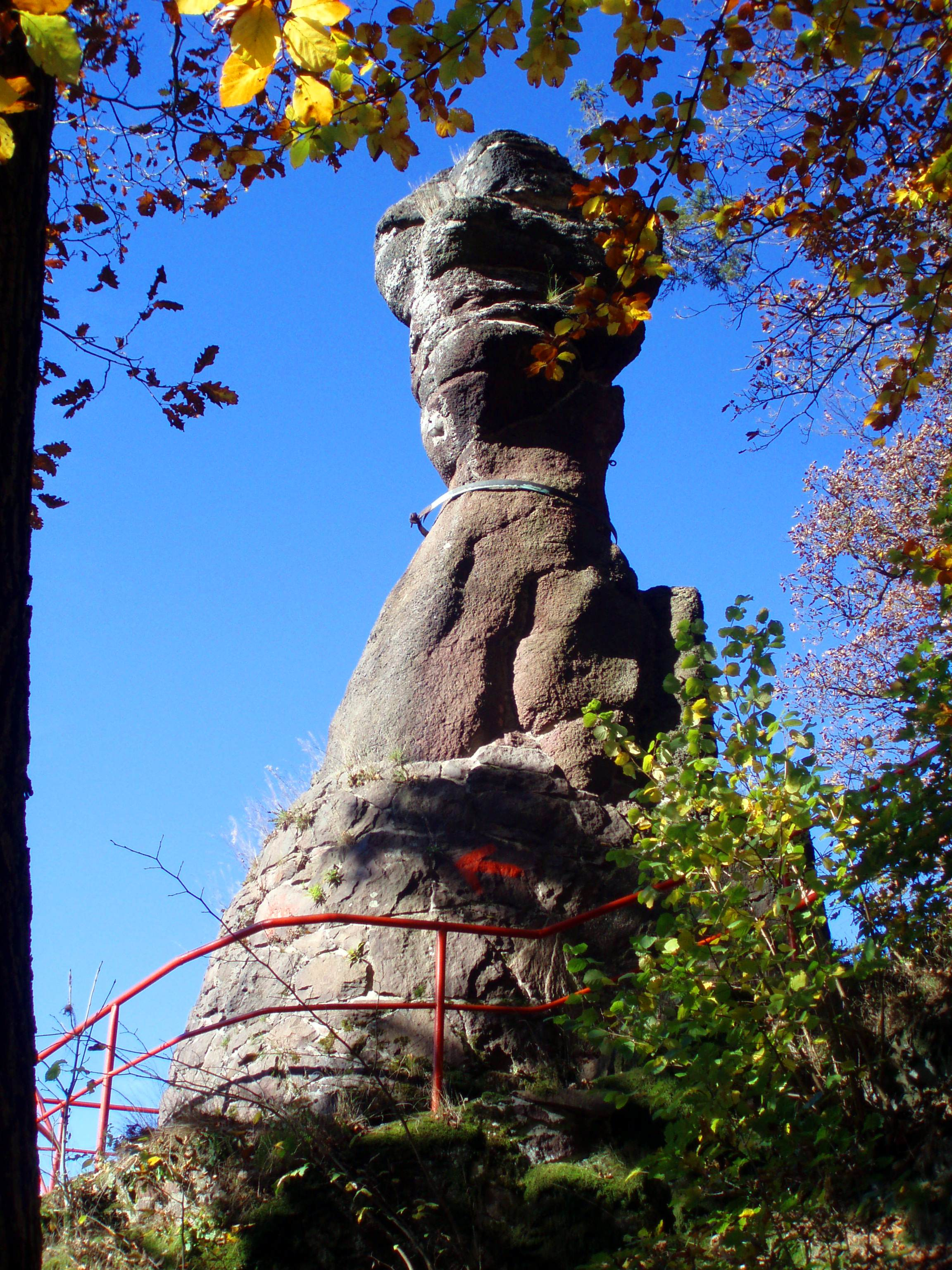
Gänseschnabel

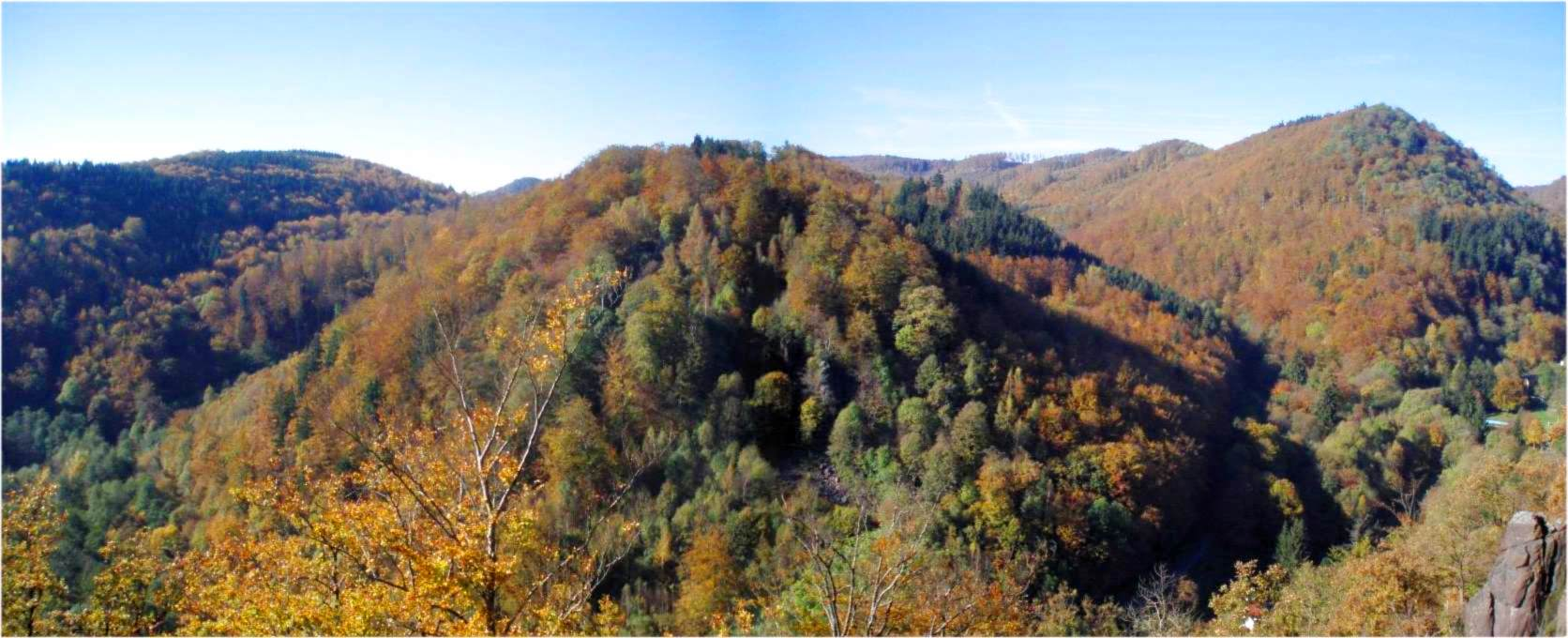
Blick ins Beretal

Der Gänseschnabel ist ein Naturdenkmal nördlich von Ilfeld in Thüringen. Es handelt sich um einen freistehenden markanten Felsen aus Porphyrit, der dem Schnabel einer Gans (oder Ente) ähnelt und von dem sich ein umfassender Blick in das Beretal in Richtung Netzkater bietet.
Um den Gänseschnabel rankt sich die Sage von einer verzauberten Gänsehirtin, die sich in einen Mönch aus dem Kloster Ilfeld verliebt hatte. Eine Hexe soll den Mönch in einen Felsen verwandelt haben, als dieser ihr von der anderen Talseite zuwinkte. Als die Hirtin in Tränen ausbrach, verwandelte die Hexe auch sie zu Stein.